# 변화를 위한 독립당
변화를 위한 독립당은 2014년 창당된 아일랜드의 좌익 정당이다.

## 역사
변화를 위한 독립당은 2014년 공식적으로 등록되었다. 그해에 열린 웩스포드 지방선거에서 4명의 후보가 나왔으나, 한명도 당선되지 않았다.
그러나 2016년 총선에서 변화를 위한 독립당은 4석을 얻어 원내 6당이 되었다.